# Matsudaira Katahiro
Matsudaira Katahiro (松平容众, 30 de outubro de 1803 - 20 de abril de 1822), foi o setimo  Daimyō Domínio de Aizu. Ele conseguiu a chefia da família aos 4 anos, e morreu aos 20 anos. Com sua morte, a linha de descendência direta com Tokugawa Hidetada chegou ao fim , e por isso adota Matsudaira Katataka como seu sucessor .
| Precedido por Matsudaira Kataoki | Sétimo Daimyō de Aizu 1806-1822 | Sucedido por Matsudaira Katataka |